# Igor Yudin
Igor Yudin [polska transkrypcja Judin] (ur. 17 czerwca 1987 w Jekaterynburgu w Rosji jako Игорь Юдин) – australijski siatkarz pochodzenia rosyjskiego, grający na pozycji przyjmującego i atakującego, reprezentant Australii.
Uczestnik Mistrzostw Świata 2006 w Japonii. Był kapitanem młodzieżowej reprezentacji Australii. Według oficjalnych materiałów australijskiej federacji siatkówki jego zasięg w ataku sięga 365 cm, a według strony Jastrzębskiego Węgla nawet 372 cm.
Od sezonu 2006/2007 przez pięć kolejnych lat reprezentował barwy Jastrzębskiego Węgla. Początkowo grał na pozycji przyjmującego. Po objęciu stanowiska trenera przez Roberto Santilliego zaczął grać jako atakujący.
12 maja 2011 roku został zawodnikiem AZS Olsztyn. Swojej przygody z tym klubem nie mógł zaliczyć do udanych, gdyż przez większość czasu zmagał się z leczeniem kontuzji. 31 stycznia 2012 roku jego umowa z AZS została rozwiązana za porozumieniem stron. Wkrótce potem znalazł zatrudnienie w rosyjskim Jarosławiczu Jarosław.
W 2013 roku otrzymał rosyjskie obywatelstwo i został zawodnikiem Dinamo Krasnodar, występujący w rosyjskiej Superlidze. W połowie sezonu 2015/2016 rozwiązał kontrakt z tureckim klubem Galatasaray Stambuł. W sezonie 2016/2017 występował w Łuczniczce Bydgoszcz. W kolejnym sezonie – 2017/2018 zawodnik Mistrza Rosji, Zenitu Kazań. Od sezonu 2018/2019 do sezonu 2019/2020 występował we włoskiej drużynie Gas Sales Piacenza. W sezonie 2020/2021 był reprezentantem Emma Villas Volley.
W sezonie 2021/2022 ponownie był zawodnikiem zespołu BKS Visła Bydgoszcz, do którego wrócił po czterech latach. Ze względu na odnawiającą się kontuzję kolana zagrał w 10 meczach. W sezonie 2022/2023 reprezentował bułgarski klub Lewski Sofia.

## Sukcesy klubowe
Liga brazylijska:
- 2006

Liga polska:
- 2007, 2010
- 2009

Puchar Challenge:
- 2009

Puchar Polski:
- 2010

Superpuchar Rosji:
- 2017

Puchar Rosji:
- 2017

Klubowe Mistrzostwa Świata:
- 2017

Liga rosyjska:
- 2018

Liga Mistrzów:
- 2018

I liga polska:
- 2022[7]

Liga bułgarska:
- 2023

## Sukcesy reprezentacyjne
Mistrzostwa Azji:
- 2007